# Master of Light
Master of Light deveti je studijski album njemačkog power metal sastava Freedom Call. Album je objavljen 11. studenog 2016. godine, a objavila ga je diskografska kuća Steamhammer.

## Popis pjesama
| 1.    | »Metal Is for Everyone« | Chris Bay, Ramy Ali | Bay        | 4:52 |
| 2.    | »Hammer of the Gods«    | Bay                 | Bay        | 3:11 |
| 3.    | »A World Beyond«        | Bay, Ali            | Bay        | 5:55 |
| 4.    | »Masters of Light«      | Bay, Ali            | Bay        | 5:29 |
| 5.    | »Kings Rise and Fall«   | Lars Rettkowitz     | Rettkowitz | 4:02 |
| 6.    | »Cradle of Angels«      | Bay, Ali            | Bay        | 5:03 |
| 7.    | »Emerald Skies«         | Bay                 | Bay        | 3:39 |
| 8.    | »Hail the Legend«       | Rettkowitz          | Rettkowitz | 3:58 |
| 9.    | »Ghost Ballet«          | Bay                 | Bay        | 3:07 |
| 10.   | »Rock the Nation«       | Bay                 | Bay        | 3:11 |
| 11.   | »Riders in the Sky«     | Rettkowitz          | Rettkowitz | 4:16 |
| 12.   | »High Up«               | Bay                 | Bay        | 3:03 |
| 49:45 |                         |                     |            |      |

| Bonus CD s ograničene inačice | Bonus CD s ograničene inačice | Bonus CD s ograničene inačice | Bonus CD s ograničene inačice | Bonus CD s ograničene inačice | Bonus CD s ograničene inačice | Bonus CD s ograničene inačice | Bonus CD s ograničene inačice | Bonus CD s ograničene inačice | Bonus CD s ograničene inačice |
| Br.                           | Skladba                       | Trajanje                      |                               |                               |                               |                               |                               |                               |                               |
| ----------------------------- | ----------------------------- | ----------------------------- | ----------------------------- | ----------------------------- | ----------------------------- | ----------------------------- | ----------------------------- | ----------------------------- | ----------------------------- |
| 1.                            | »Beyond«                      | 4:45                          |                               |                               |                               |                               |                               |                               |                               |
| 2.                            | »Paladin«                     | 3:35                          |                               |                               |                               |                               |                               |                               |                               |
| 3.                            | »Emerald Skies«               | 3:35                          |                               |                               |                               |                               |                               |                               |                               |
| 4.                            | »Hymn to the Brave«           | 3:20                          |                               |                               |                               |                               |                               |                               |                               |
| 14:15                         |                               |                               |                               |                               |                               |                               |                               |                               |                               |

## Zasluge
Freedom Call
- Chris Bay — gitara, vokali, produkcija, snimanje
- Lars Rettkowitz — gitara, zborski vokali
- Ilker Ersin — bas-gitara, zborski vokali
- Ramy Ali — bubnjevi, zborski vokali

Dodatni glazbenici
- Tobias Heindl — violina
- Oliver Hartmann — zborski vokali
- Dr. Haag — zborski vokali
- Chris Stark — zborski vokali
- Felix Piccu — zborski vokali

Ostalo osoblje
- Stephan Ernst — produkcija, snimanje, miksanje, mastering
- Michael Dorschner — omot albuma, dizajn, fotografija